# Gens Duília
La gens Duília (en llatí: gens Duilia) va ser una gens romana d'origen plebeu. El primer membre destacat va ser Marc Duili I, amb el càrrec de tribú de la plebs l'any 471 aC. Al segle iii aC, Gai Duili va ser cònsol i dictador.

## Origen
L'origen plebeu queda confirmat per Marc Duili, ja que a les eleccions al càrrec de tribú de la plebs només es podien presentar membres de famílies plebees. També Dionís d'Halicarnàs va fer notar l'origen plebeu de la gens escrivint sobre el decemvir Caeso Duilius. Titus Livi confirma aquesta afirmació sobre el decemvir i, a més, va escriure que Gaius Duilius, el tribú militar era plebeu.

## Praenominausats per la gens Duília
Els praenomen més emprats per la gens Duília són: Marcus («relacionat amb el déu Mart»), Caeso (potser amb el significat de «tallar» o «ulls d'olor blau grisós») i Gaius («alegre»).

## Branques de la gens Duília
Només es coneix un cognomen que portessin en aquesta gens: Longus.

## Membres destacats
Els següents noms estan escrits en el seu idioma original, el llatí. Per informació sobre les abreviacions: c. n. f. vegeu: filiació.
- Marcus Duilius, tribú de la plebs el 471 aC.[7][8][9][10]
- Caeso Duilius Longus que va ser decemvir.[11][12]
- Caeso Duilius K. f. Longus, pare del tribú del 399 aC.
- Gaius Duilius K. f. K. n. Longus, tribú amb potestat consular l'any 399 aC, juntament amb cinc col·legues més.[13][14][15]
- Marcus Duilius tribú de la plebs l'any 357 aC.[16]
- Gaius Duilius, germà de l'anterior. Va ser quinquevir mensarius l'any 352 aC.[17]
- Caeso Duilius va ser cònsol el 336 aC.[18][19][20]
- Marcus Duilus, avi del cònsol del 260 aC.[21]
- Marcus Duilius M. f., pare del cònsol del 260 aC.[21]
- Gaius Duilius M. f. M. n., cònsol l'any 260 aC i dictador el 231 aC, durant la Primera Guerra Púnica.[21]